# Station Llangammarch
Llangammarch (ook aangeduid als Llangammarch Wells) is een spoorwegstation van National Rail in Powys in Wales. Het station is eigendom van Network Rail en wordt beheerd door Transport for Wales. Het station is een request stop, waar treinen alleen stoppen op verzoek.